# Nadine Gonska
Nadine Gonska (* 23. Januar 1990 in Duisburg, Nordrhein-Westfalen) ist eine ehemalige deutsche Leichtathletin, die sich auf Sprints spezialisiert hatte. Bis 2017 lag ihr Fokus hauptsächlich auf dem 200-Meter-Lauf, seitdem trat sie aber auch im 400-Meter-Lauf und in der Staffel an.

## Berufsweg
Gonska hat Grundschullehramt an der Pädagogischen Hochschule Heidelberg studiert und ist Lehrerin an der Graf-von-Oberndorff-Schule in Edingen-Neckarhausen.

## Sportliche Laufbahn
Nadine Gonska, aufgewachsen in Langenlonsheim, begann im Alter von 7 Jahren bei ihrem Heimatverein TV Langenlonsheim mit der Leichtathletik. 2003 wechselte sie zum MTV Bad Kreuznach. In dieser Zeit lag ihr Fokus auf dem Weitsprung, erst mit dem Wechsel zur MTG Mannheim im Jahr 2011 konzentrierte sie sich auf die 100- und 200-Meter-Sprintstrecke.
2012 bescherte ihr die erste Teilnahme an Deutschen Meisterschaften in Bochum-Wattenscheid in der 4-mal-100-Meter-Staffel der MTG Mannheim die Silbermedaille. Im Jahr 2013 folgten bei den Deutschen Meisterschaften in Ulm eine Goldmedaille in der 4-mal-100-Meter-Staffel und eine Bronzemedaille über die 200 Meter. 2014 gewann sie bei den Deutschen Meisterschaften, ebenfalls in Ulm, mit der MTG Mannheim erneut die 4-mal-100-Meter-Staffel und erzielte einen zweiten Platz über die 200 Meter.
2014 gehörte sie zum deutschen Staffelteam bei den Europameisterschaften in Zürich, blieb aber ohne Einsatz. Dieser erfolgte dann bei den IAAF World Relays 2015, wo sie zusammen mit Josefina Elsler, Rebekka Haase und Anne Christina Haack die Bronzemedaille über die 4-mal-200-Meter-Strecke errang.
2016 errang Gonska die Bronzemedaille über die 200 Meter und die Goldmedaille in der 4-mal-100-Meter-Staffel bei den Deutschen Meisterschaften in Kassel und hatte ihren ersten internationalen Einzelstart bei den Europameisterschaften in Amsterdam, wo sie das Halbfinale über die 200 Meter erreichte. Auf dieser Distanz ereilte sie bei den Olympischen Spielen im Rio mit 23,03 s das Vorrundenaus.
2017 kam Gonska bei den Deutschen Hallenmeisterschaften in Leipzig im 200-Meter-Lauf auf den 3. Platz. In Belgrad belegte sie bei den Halleneuropameisterschaften mit der 4-mal-400-Meter-Staffel den 6. Platz. Team-Europameisterin wurde sie im nordfranzösischen Lille, wozu sie durch einen 3. Platz der 4-mal-400-Meter-Staffel beitrug. Bei den Deutschen Meisterschaften in Erfurt gewann sie erneut eine Bronzemedaille über die 200 Meter und die Goldmedaille in der 4-mal-100-Meter-Staffel. Dabei erzielte sie zusammen mit ihren Teamkolleginnen Ricarda Lobe, Alexandra Burghardt und Yasmin Kwadwo einen neuen Meisterschaftsrekord.
2018 wurde Gonska bei den Deutschen Hallenmeisterschaften in Dortmund mit der 4-mal-200-Meter-Staffel Vizemeisterin. Über 400 Meter holte sie den Titel und sicherte sich die Teilnahme an den Hallenweltmeisterschaften in Birmingham. Dort lief sie in ihrem Vorlauf mit 52,77 s Hallenbestzeit und qualifizierte sich somit für das Halbfinale, in welchem sie ausschied. Bei den Deutschen Meisterschaften in Nürnberg holte Gonska Doppelgold, auf der Stadionrunde und mit der 4-mal-100-Meter-Staffel.
2019 errang sie erneut Doppelgold; diesmal bei den Deutschen Hallenmeisterschaften in Leipzig mit der 4-mal-200-Meter-Staffel und über 400 Meter. Bei ihrer Teilnahme an den Halleneuropameisterschaften in Glasgow konnte sich Gonska beim 400-Meter-Lauf nicht für das Finale qualifizieren. Im Vorlauf der World Relays in Yokohama (Japan) lief sie in der 4-mal-400-Meter-Mixedstaffel mit 3:16,85 min deutschen Rekord. Im Finale erreichte die Staffel den 7. Platz. Einen weiteren Meistertitel holte sie sich bei den Deutschen Meisterschaften in Berlin mit der 4-mal-100-Meter-Staffel und erreichte über 400 Meter den 4. Platz. In Bydgoszcz wurde sie mit der Mannschaft Team-Europavizemeisterin, wozu sie durch einen fünften Platz mit der 4-mal-400-Meter-Staffel beitrug.
2020 konnte Gonska ihren Hallentitel nicht verteidigen, da sie wegen Pfeifferschem Drüsenfieber auf eine Teilnahme an den Deutschen Hallenmeisterschaften verzichten musste.
2021 wurde sie in Braunschweig Deutsche Vizemeisterin über 400 Meter und wurde in der Folge für die 4-mal-400-Meter-Staffel bei den Olympischen Spielen in Tokio nominiert. Dort startete Gonska im Finale der Mixed-Staffel, die aber wegen einer Regelverletzung bei der Wiederaufnahme des Staffelstabes nach dessen Verlust disqualifiziert wurde.
Mitte August gab ihr Verein ihr leistungssportliches Karriereende bekannt.

## Vereinszugehörigkeiten und Trainer
Gonska startet seit 2011 für die MTG Mannheim und wird von Rüdiger Harksen trainiert. Zuvor war sie beim MTV Bad Kreuznach, zu dem sie 2003 vom TV Langenlonsheim gewechselt hatte. Ihr erster Trainer war Thomas Braun.

## Bestleistungen
(Stand: 18. Februar 2020)
Halle
- 60 m: 7,28 s, Leipzig, 27. Februar 2016
- 200 m: 23,30 s, Karlsruhe, 22. Februar 2015
- 400 m: 52,77 s, Birmingham, 2. März 2018
- Weitsprung: 5,71 m, Karlsruhe, 14. Januar 2012
- 4 × 200 m: 1:34,89 min, Leipzig, 17. Februar 2019
- 4 × 400 m: 3:34,60 min, Belgrad, 5. März 2017

Freiluft
- 100 m: 11,36 s (+0,5 m/s), Flieden, 22. Mai 2016
- 100 m: 11,21 s (+3,4 m/s), Mannheim, 29. Juli 2016
- 200 m: 22,79 s (+1,0 m/s), Mannheim, 29. Juli 2016
- 400 m: 52,00 s, Mannheim, 24. Juni 2018
- Weitsprung: 6,20 m, Mannheim, 4. Mai 2013
- 4 × 100 m: 42,97 s, Erfurt, 9. Juli 2017
- 4 × 400 m: 3:26,24 min, London, 12. August 2017
- 4 × 400 m Mixed-Staffel: 3:16,85 min, 11. Mai 2019, Yokohama

Rekorde
- 2014: Badischer Rekord – 4 × 100 m: 43,90 s, Deutsche Meisterschaften, Ulm, 27. Juli 2014
- 2016: Badischer Rekord – 200 m: 22,79 s, Olympiaverabschiedung, Mannheim, 29. Juli 2016
- 2018: Badischer Rekord – 400 m: 52,00 s, Juniorengala, Mannheim, 23. Juni 2018
- 2019: Deutscher Rekord – 4 × 400 m Mixed: 3:16,85 min, World Relays, Yokohama, 11. Mai 2019

## Erfolge
national
- 2012: Deutsche Vizemeisterin (4 × 100 m)
- 2012: 8. Platz Deutsche U23-Meisterschaften (100 und 200 m)
- 2013: 3. Platz Deutsche Meisterschaften (200 m)
- 2013: Deutsche Meisterin (4 × 100 m)
- 2014: 3. Platz Deutsche Hallenmeisterschaften (200 m)
- 2014: Deutsche Meisterin (4 × 100 m)
- 2014: Deutsche Vizemeisterin (200 m)
- 2015: Deutsche Hallenvizemeisterin (200 m)
- 2016: 3. Platz Deutsche Hallenmeisterschaften (60 m)
- 2016: Deutsche Meisterin (4 × 100 m)
- 2016: 3. Platz Deutsche Meisterschaften (200 m)
- 2017: 3. Platz Deutsche Hallenmeisterschaften (200 m)
- 2017: Deutsche Meisterin (4 × 100 m)
- 2017: 3. Platz Deutsche Meisterschaften (200 m)
- 2018: Deutsche Hallenmeisterin (400 m)
- 2018: Deutsche Hallenvizemeisterin (4 × 200 m)
- 2018: Deutsche Meisterin (400 m und 4 × 100 m)
- 2019: Deutsche Hallenmeisterin (400 m und 4 × 200 m)
- 2019: Deutsche Meisterin (4 × 100 m)
- 2021 Deutsche Vizemeisterin (400 m)

international
- 2015: 3. Platz World Relays (4 × 200 m)
- 2016: 12. Platz Europameisterschaften (200 m)
- 2016: Vorrunde Olympische Spiele (200 m)
- 2017: 6. Platz Halleneuropameisterschaften (4 × 400 m)
- 2017: Team-Europameisterin, gleichzeitig 3. Platz 4 × 400 m
- 2017: 6. Platz Weltmeisterschaften (4 × 400 m)
- 2018: 14. Platz Hallenweltmeisterschaften (400 m)
- 2018: 6. Platz Europameisterschaften (4 × 400 m)
- 2019: 7. Platz World Relays (4 × 400 m Mixed)
- 2019: Team-Europavizemeisterin, gleichzeitig 5. Platz 4 × 400 m